# Saitual (Distrikt)
Der Distrikt Saitual ist ein Distrikt im indischen Bundesstaat Mizoram. Verwaltungssitz ist die gleichnamige Stadt Saitual.

## Geographie
Der Distrikt liegt im Norden von Mizoram an der Grenze zum indischen Bundesstaat Manipur. Er grenzt im Norden an Manipur, im Osten an die Distrikte Champhai und Khawzawl, im Süden an den Distrikt Serchhip sowie im Westen an den Distrikt Aizawl.
Mit Ausnahme von wenigen Ebenen in Tälern ist das gesamte Gebiet Bergland mit zahlreichen Hügeln und Bergen. Hauptfluss ist der Twinni. Weite Gebiete sind von Wald bedeckt und es gibt nur wenige Ackerflächen. Im Süden des Distrikts liegt das Schutzgebiet Tawi WLS.

## Geschichte
Der seit 1974 von der lokalen Bevölkerung gewünschte Distrikt Saitual entstand am 3. Juni 2019 durch Abspaltung von 24 Gemeinden der Blocks Darlawn, Phullen und Thingsulthliah (Part) aus Teilen des Distrikts Aizawl sowie 13 Gemeinden des Blocks Ngopa des Distrikts Champhai.

## Bevölkerung
Laut den Angaben von Census of India hatte der heutige Distrikt bei der Volkszählung 2011 eine Einwohnerschaft von 50.575 Personen. Davon lebten 11.619 Menschen (oder 22,97 % der Distriktsbevölkerung) in der einzigen Stadt Saitual. Das Geschlechterverhältnis war ausgeglichen mit 25.607 Bewohnern (50,63 %) und 24.968 Bewohnerinnen. Auch bei den Jüngsten ist das Geschlechterverhältnis ausgewogen (8031 Personen unter 7 Jahren; 4029 Mädchen und 4002 Buben). 
Der Distrikt Saitual wird fast gänzlich von Angehörigen der „Stammesbevölkerung“ (scheduled tribes) besiedelt. Zu ihnen gehörten (2011) 49.592 Personen (98,06 Prozent der Distriktsbevölkerung). Zu den Dalit (scheduled castes) gehörten 2011 nur 3 Menschen (0,01 Prozent der Distriktsbevölkerung).
Die einzelnen Volksgruppen sind nur bis zur Höhe des Distrikts bekannt. In den damaligen Distrikt Aizawl und Champhai, zu dem 2011 alle Gemeinden des heutigen Distrikts Saitual gehörten, dominieren die Mizo, Paite und Hmar. Die Angaben zu den Glaubensgemeinschaften sind nur bis zur Höhe der Blocks (Unterbezirke) bekannt. Im Block Darlawn waren 97,93 %, im Block Ngopa 98,05 %, im Block Phullen 98,84 % und im Block Thingsulthliah (Part) 97,18 % der Gesamtbevölkerung Christen. Somit ist fast die gesamte Einwohnerschaft christlich.     

## Bildung
Dank bedeutender Anstrengungen ist das Ziel der vollständigen Alphabetisierung fast erreicht. Erstaunlich für indische Verhältnisse sind die geringen Unterschiede zwischen den Geschlechtern und der Stadt-/Landbevölkerung. Die Alphabetisierung liegt weit über dem indischen Schnitt.
| Alphabetisierung im Distrikt Saitual   |                   |                   |
| Einheit                                | Volkszählung 2011 | Volkszählung 2011 |
| Einheit                                | Anzahl            | Anteil            |
| GESAMT                                 | 40.689            | 95,64 %           |
| Männer                                 | 20.872            | 96,61 %           |
| Frauen                                 | 19.817            | 94,64 %           |
| STADT GESAMT                           | 9703              | 97,35 %           |
| Stadt-Männer                           | 4773              | 97,37 %           |
| Stadt-Frauen                           | 4930              | 97,33 %           |
| LAND GESAMT                            | 30.986            | 95,12 %           |
| Land-Männer                            | 16.099            | 96,38 %           |
| Land-Frauen                            | 14.887            | 93,78 %           |
| Quelle: Ergebnis der Volkszählung 2011 |                   |                   |

## Verwaltungsgliederung
Der Distrikt besteht aus der Stadt Saitual (mit den Ortsteilen Keifang, Rulchawm und Ruallung) und 36 weiteren Orten. Die 12 Gemeinden des Blocks Phullen, die Stadt Saitual und weitere neun Gemeinden des Blocks Thingsulthliah (Part) und die zwei Gemeinden Khanpui und Lailak des Blocks Darlawn gehörten 2011 zum Distrikt Aizawl. Hinzu kamen 13 Gemeinden des Blocks Ngopa aus dem Distrikt Champhai. Somit besteht der Distrikt aus der Stadt Saitual und 36 Dörfern.